# Lixiviation en tas

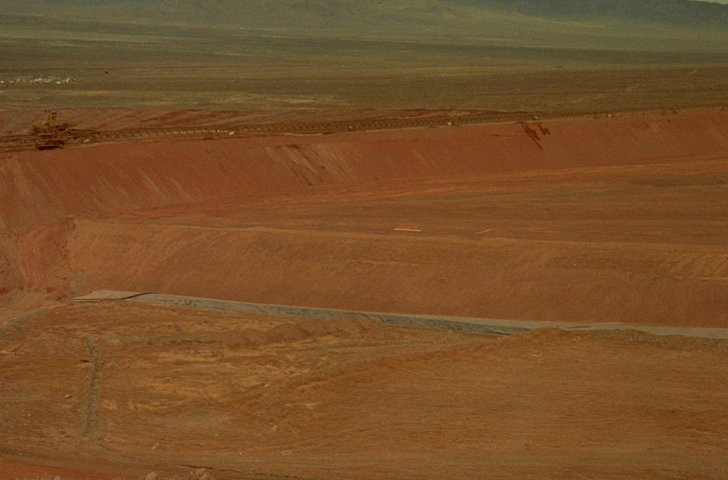
Lixiviation en tas de minerai d'or avec du cyanure, près d'Elko, Nevada.

La lixiviation en tas (en anglais heap leaching) est une technique particulière de lixiviation, très ancienne de traitement du minerai reposant sur une série de réactions chimiques visant à absorber spécifiquement la substance économique à extraire depuis la gangue la contenant, puis à la relarguer une fois séparée des autres constituants sans valeurs. Cette technique peu onéreuse est utilisée pour les métaux précieux, le cuivre, le nickel et l'uranium.
Cette technique consiste à concasser la gangue (stérile associé à la substance économique), puis à la stocker en tas sur des aires étanchées. Ces tas peuvent atteindre plus de 100 m de haut. Ensuite une solution capable de dissoudre la substance économique est répandue au sommet du tas par un système de goutte à goutte. Au cours de sa percolation dans le tas, la solution se charge en substance économique. Pour finir, la solution enrichie est récupérée à la base du tas. Ce lixiviat enrichi est ensuite traité dans l'unité d'enrichissement afin de concentrer la substance économique.
L'aire de lixiviation (leach pad) est la zone sur laquelle le tas est édifié. Cette structure plane doit assurer l’isolation du tas vis-à-vis de l'environnement (éviter la contamination) et doit favoriser la récupération du lixiviat enrichi. Pour ce faire l'aire de lixiviation est souvent étanchée par un complexe de deux géomembranes dont l'épaisseur est de l’ordre du millimètre. Pour drainer la solution riche au fond de l'aire de lixiviation, une couche drainante est installée; elle est composée soit de tubes perforées intégrés dans un couche granulaire, soit de géocomposites de drainage. Ce système permet la collecte du lixiviat.

## Lixiviation de l'or
La lixiviation en tas est très utilisée pour l'extraction de l'or des roches à faible teneur (jusqu'à 0,2 gramme d'or par tonne de minerai dans les meilleurs cas). La gangue est alors lessivée avec une solution basique de cyanure. Le lixiviat enrichi en or est envoyé vers des colonnes de charbon actif qui absorbe l’or. Puis l’or métallique est récupéré par électrolyse après élution du charbon.

## Lixiviation de l'uranium
Selon Areva (Orano), le traitement par lixiviation en tas par voie acide serait une technique moderne de valorisation des minerais à basse ou très basse teneur d'uranium (< 1 ‰) mise en place par la Société des mines de l'Aïr depuis 2009.